# Krowieńczaki
Krowieńczaki (Coprini) – plemię chrząszczy z rodziny poświętnikowatych i podrodziny Scarabaeinae.
Chrząszcze o silnie wypukłym, błyszcząco czarnym ciele długości od 9 do 30 mm. Większość prowadzi nocny tryb życia. Dominującą strategią pokarmową jest u nich koprofagia, ale niektóre gatunki są padlinożerne. Pokarm dla larw rodzice najpierw zakopują szybko i płytko, po czym używają go w budowie głębokich gniazd.
Do plemienia tego należą rodzaje:
- Catharsius Hope, 1837
- Chalcocopris Burmeister, 1846
- Copridaspidus Boucomont, 1920
- Copris O.F. Müller, 1764 – krowieńczak
- Coptodactyla Burmeister, 1846
- Dichotomius Hope, 1838
- Heliocopris Hope, 1837
- Holocephalus Hope, 1838
- Homocopris Burmeister, 1842
- Isocopris Pereira & Martínez
- Litocopris Waterhouse, 1891
- Macroderes Westwood, 1876
- Metacatharsius Paulian, 1939
- Ontherus Erichson, 1847
- Pseudocopris Ferreira, 1960
- Pseudopedaria Felsche, 1904
- Synapsis Bates, 1868
- Thyregis Blackburn, 1904
- Xinidium Harold, 1869